# Henderson (Észak-Karolina)
Henderson település az Amerikai Egyesült Államok Észak-Karolina államában, Vance megyében, melynek megyeszékhelye is. Lakosainak száma 15 060 fő (2020. április 1.).

## Népesség
A település népességének változása:

| 2010 | 15 368 |
| 2020 | 15 060 |